# Metropolia greco-ortodossa di Boston

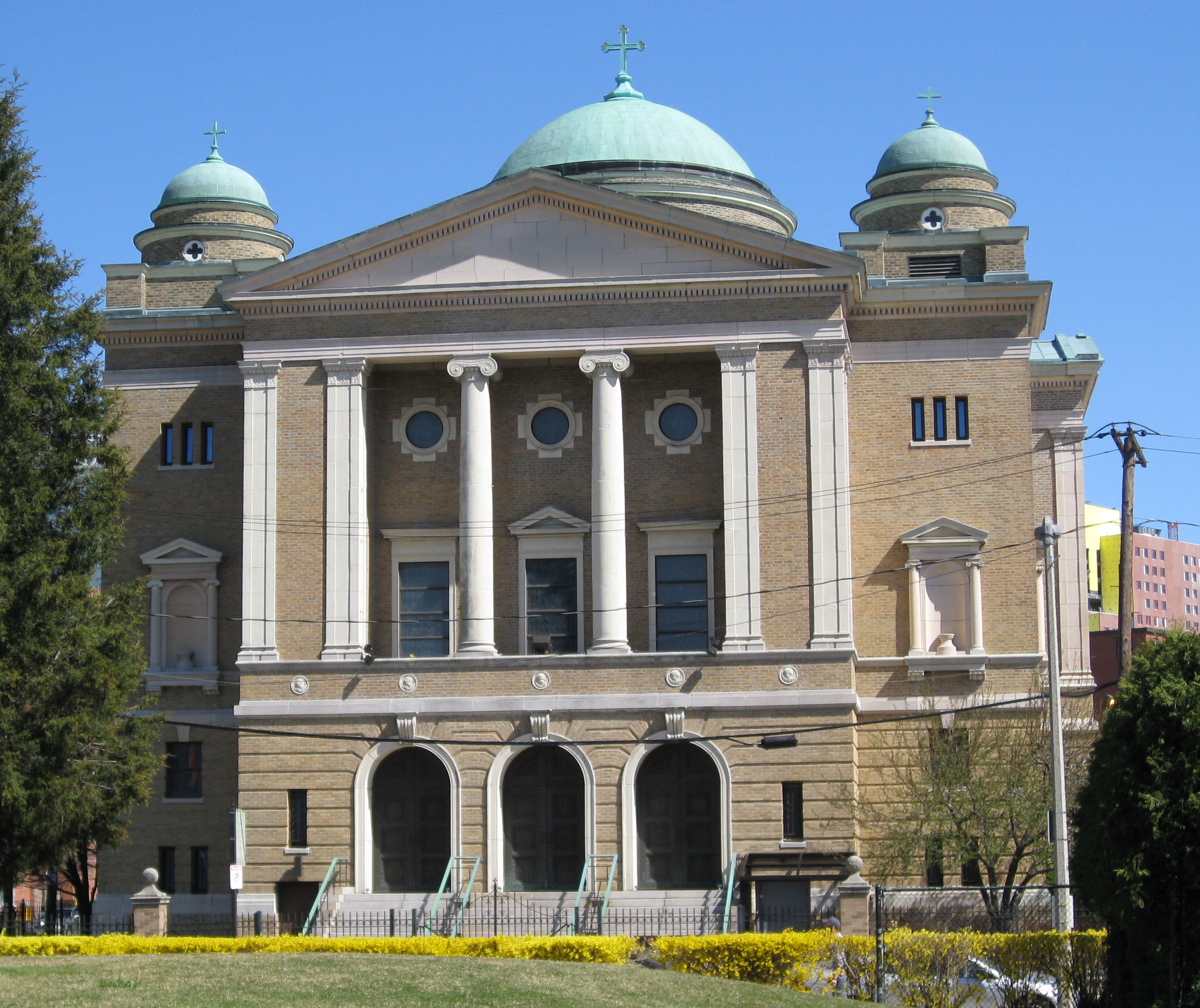
La cattedrale dell'Annunciazione di Boston.

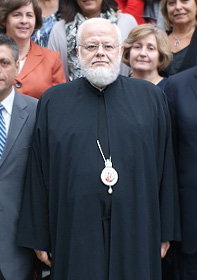
L'attuale metropolita di Boston, Methodios Tournas.

La metropolia greco-ortodossa di Boston (lingua inglese: Greek Orthodox Metropolis of Boston; lingua greca: Ἱερὰ Μητρόπολις Βοστώνης) è una circoscrizione ecclesiastica dell'arcidiocesi greco-ortodossa d'America sotto la guida spirituale e la giurisdizione del patriarcato ecumenico di Costantinopoli.
Dal 1984 è metropolita di Boston Methodios Tournas.

## Territorio
La metropolia comprende 63 parrocchie nella parte orientale dell'Arcidiocesi d'America; ha giurisdizione sugli stati americani del Maine, del Massachusetts, del New Hampshire, di Rhode Island, del Vermont, e su parte di quello del Connecticut.
Sede del metropolita è la città di Boston, dove si trova la cattedrale dell'Annunciazione.

## Storia
La diocesi greco-ortodossa di Boston venne eretta il 17 maggio 1922 e costituiva una delle tre diocesi, assieme a quelle di Chicago e di San Francisco, dell'Arcidiocesi del Nord e Sudamerica con sede a New York. A causa di dispute interne, lo status di autonomia dell'Arcidiocesi venne revocato e le tre diocesi furono soppresse il 10 gennaio 1931.
Successivamente, per il costante e progressivo aumento di comunità greco-ortodosse, il territorio americano fu suddiviso in distretti (Archdiocesan districts), a capo dei quali furono posti dei vescovi titolari (Assistant Bishops) per la cura pastorale dei fedeli.
In seguito alla riorganizzazione delle chiese greco-ortodosse americane, il 15 marzo 1979 la diocesi di Boston fu ristabilita sotto l'autorità dell'arcivescovo d'America; il 20 dicembre 2002 la diocesi è stata elevata al rango di sede metropolitana.

## Cronotassi[3]
- Gioacchino Alexopoulos † (28 giugno 1923 - agosto 1930 dimesso)
  - Atenagora Kavvadas † (5 giugno 1938 – 7 giugno 1949 eletto metropolita di Tiatira e Gran Bretagna) (vescovo titolare)
- Antimo Drakonakis † (15 marzo 1979 – 15 novembre 1983 eletto vescovo di Denver)
- Methodios Tournas, dal 13 marzo 1984